# Cheumatopsyche virginica
Cheumatopsyche virginica är en nattsländeart som beskrevs av Donald G. Denning 1949. Cheumatopsyche virginica ingår i släktet Cheumatopsyche och familjen ryssjenattsländor. Inga underarter finns listade i Catalogue of Life.